# Piceol
Piceol es un compuesto fenólico que se encuentra en las raíces micorrizadas de los abetos de Noruega (Picea abies). Piceína es el glucósido de piceol.

## Metabolismo
Derivados diprenilados de p-hidroxiacetofenona se pueden aislar de Ophryosporus macrodon.
degradación
4-hidroxiacetofenona monooxigenasa es una enzima que transforma piceol, NADPH, H+ y O2 en 4-hydroxyphenyl acetato, NADP+ y H2O. Esta enzima se encuentra en Pseudomonas fluorescens.